# Oliva (Córdoba)
Oliva es la ciudad cabecera del departamento Tercero Arriba, provincia de Córdoba, Argentina, ubicado a la vera de la RN 9, en el kilómetro 611. 
Se encuentra a 98 km de la capital provincial Córdoba y a 46 km de la ciudad de Villa María.
La ciudad asienta fundamentalmente su economía en los sectores comercial, industrial y agropecuario.
La ciudad cuenta dos hospitales, "Emilio Vidal Abal" y el Hospital Zonal, además cuenta con 7 escuelas primarias, 6 establecimientos secundarios, 4 escuelas rurales, 2 establecimientos de nivel terciario y establecimientos de enseñanza para adultos primario.
Cuenta con una población de 12910 habitantes

## Historia
Transcurriendo el último cuarto del siglo XIX, las carretas provenientes de Buenos Aires en su viaje al norte, hacían un alto en una pequeña isleta de algarrobos a la altura de Corral de Pachi, paraje ubicado media legua más al norte del lugar en donde algunos ranchos dispersos señalaban el principio de lo que más tarde sería un pueblo. La Cía. de Tierras Anglo-Argentina avanzaba en el tendido del Ferrocarril Central Argentino en el tramo Rosario-Córdoba, cruzando la zona antes mencionada a cuya vera nacieron un sinfín de localidades.
El gentilicio se agrupó y un gran hormiguero prestó su nombre a la incipiente aldea señalando así el comienzo de la futura ciudad. Los primeros colonos en su gran mayoría eran inmigrantes de origen español, italiano, suizo y francés.
Antes de la llegada de los mismos, la densidad de la población en esta región, era muy baja y con zonas prácticamente desiertas.
Los inmigrantes trajeron su forma de vida y conforme a estos patrones desplegaron sus actividades constituyendo una comunidad de gran espíritu de empresa, con capacidad de trabajo, voluntad de cambio e imaginación para resolver sus problemas.
La idea de obtener un lugar en el mundo, los impulsaba a luchar y la tierra era su principal recurso. La agricultura y un incipiente comercio constituían la base de su economía.
El desarraigo y la incertidumbre motivaron a los pobladores a estrechar vínculos afectivos, haciendo de la colonia una comunidad familiar.
Hacia 1886, los Sres. Crisólogo Oliva y Santiago Díaz, adquirieron grandes porciones de terreno que luego lotearon y vendieron a muy bajos precios con la condición de que en ellos se construyeran viviendas. Así, el rancherío comenzó a entremezclarse con elementales negocios que cubrían las necesidades más fundamentales.
El 10 de noviembre de 1890, quedó inaugurada y habilitada al público, la Estación de Trenes con el nombre de Oliva, en homenaje a uno de sus precursores. En el mismo año, el gobernador de Córdoba, Del Castillo, creó una Comisión Vecinal que fue el primer gobierno organizado de la aldea.
En 1900, dicha Comisión Vecinal es elevada a la categoría de Comisión Municipal. A partir de entonces se sucedieron hechos referentes a la caracterización institucional: creación del Registro Civil, del Servicio de recolección de residuos, inauguración del edificio de la Jefatura de Policía con el nombre de Cabildo, tras lo que Oliva pasa a ser cabecera del Departamento Tercero Arriba, e inauguración de la Parroquia Sagrado Corazón.
En 1908, se iniciaron estudios a los fines de establecer la aptitud de la zona para asentamiento de una Colonia Asilo Regional Mixta de Alienados, construcción que se concretó e inauguró el 4 de julio de 1914, hoy Hospital Dr. Emilio Vidal Abal.
Los años subsiguientes dotaron a Oliva del primer servicio eléctrico (1916), se realizaron los primeros comicios para elegir intendente y concejales (1920), se inauguró el Hospital zonal y el Edificio Municipal (1927) y el segundo elevador de granos del país (1930).
Estos acontecimientos, enmarcados en la crisis europea de postguerra, sumados a las características de explotación agrícola de la zona, que proveía insumos para la exportación, constituyeron el auge de una población que en 1935 completó su proyección regional, provincial y nacional al ser cruzada por la ruta asfaltada N.º 9.
Cincuenta años necesitó Oliva para su consolidación y otros treinta más para inscribirse como ciudad ya que así fue declarada en 1964 por decreto del Superior Gobierno de la Provincia.

### Línea de Tiempo en Oliva
- 1880-1890. El ferrocarril cruza por la zona. Empieza el primer esbozo del pueblo
- 1888. Crisólogo Oliva y Santiago Díaz lotean y venden a muy bajo precio terrenos adyacentes al ferrocarril. El rancherío se agrupa, elementales negocios cubren las necesidades indispensables.
- 1890. El Gobernador de Córdoba, D. del Castillo crea una Comisión Vecinal, siendo éste el primer gobierno organizado de la aldea, Crisólogo Oliva y Santiago Díaz donan el terreno para la construcción de la estación de cargas y pasajeros al FF. CC.
- 1893. Se habilita al público la estación de FF. CC. Con el nombre de OLIVA, en homenaje del benefactor; Don Crisólogo Oliva, quedando así reemplazado el nombre de “Los Hormigueros”, con que se conocía hasta entonces a la población.
- 1897. Primer Escuela inaugurada, Escuela Bartolomé Mitre.
- 1900. La Comisión Vecinal es elevada a la categoría de Comisión Municipal.
- 1902. Se crea el Registro Civil.
- 1907. Primer servicio de recolección de residuos
- 1909. Se inaugura con el nombre de Cabildo el edificio de la Jefatura, pasando Oliva a ser cabeza del Depto. Tercero Arriba. Se incorpora el riego de las calles y alumbrado público a gas.
- 1912. Se inaugura la Parroquia Sagrado Corazón.
- 1914. Inauguración del Hospital Dr. Emilio Vidal Abal.
- 1916. Se concreta el primer servicio eléctrico para Oliva. Abre sus puertas el Banco Nación Argentina.
- 1920. Se realizan por primera vez, comicios para elegir intendente y concejales. Es consagrado primer Intendente el Sr. Juan Chiappero.
- 1921. Fundación del Independiente Deportivo Social Club
- 1927. Se inaugura el hospital y el edificio Municipal
- 1928. El HCD aprueba el diseño del Escudo Oficial de Oliva.
- 2003. Se funda el Museo Nacional de Malvinas.
- 2024. La ciudad de Oliva se adhiere al R.I.G.I.

## Economía

### Sector primario: agricultura
Oliva y toda su área de influencia cuentan con una preponderante actividad agropecuaria, fundamentalmente la referida al cultivo de cereales y oleaginosas, soja, trigo, maní, maíz, sorgo y girasol, entre otras.
También resulta de importancia la instalación de cabañas de reproductores vacunos.
Es este sector el de mayor volumen económico e impacto indirecto sobre la actividad comercial, no así el industrial puesto que, en su gran mayoría, no cuenta con valor agregado en un segundo proceso aunque existen industrias algunas de importancia.-

### Sector secundario: industrial
Las empresas existentes son de suma importancia para el desarrollo económico local, el mercado con el cual trabajan además de ser local, regional, provincial y nacional, también los productos aquí fabricados son exportados al exterior. No obstante Oliva está necesitando un aporte importante que sirva para el crecimiento de este sector.
Oliva no cuenta con un espacio especialmente preparado para la radicación de industrias, es decir no hay una política concreta sobre este tema, dado que la Ciudad está necesitando un espacio denominado “Parque Industrial“, para que este lugar sea utilizado por las mismas y el cual sería de suma importancia para la oferta local hacia otros puntos de la región y el país que quieran instalarse en Oliva, contando para ello con algunas ventajas tales como que esta es una Ciudad sobre la Ruta Nacional N.º 9 "Autopista Córdoba-Rosario-Buenos Aires", que posee la mayoría de los servicios, se encuentra a corta distancia de los grandes centros comerciales (Córdoba: 96 km – Villa María 50 km)

#### Industria del chacinado
Es importante mencionar también, que se está desarrollando una importante industria del chacinado casero, como es la elaboración artesanal de salames como uno de sus productos descollantes, que a decir verdad es una faena que existe desde que comenzaron a llegar los primeros contingentes de inmigrantes europeos, principalmente italianos, pero que se realizó desde entonces para consumo familiar, además de haber sido una de las fechas más esperadas del año en la zona agrícola porque ello representaba un período de reunión y fiestas vecinales en las chacras donde se desarrollaban "las carneadas" como comúnmente se la conoce a esta actividad en el campo.
Recientemente empresarios de esta floreciente actividad industrial han participado en un concurso de chacinados caseros a nivel provincial, realizado por una importante emisora radial de la provincia de Córdoba, compitiendo con productos provenientes de las más destacadas y renombradas localidades de elaboración de los mismos como son Oncativo y Colonia Caroya, obteniendo los chacinados de Oliva el primer premio.

### Sector terciario: Administración pública y comercial
Este sector es en donde se centra un aporte importante hacia el desarrollo económico de la ciudad, destacándose principalmente la gran masa de trabajadores que agrupa el Hospital Dr. Emilio Vidal Abal con más de 500 empleados que directamente pertenecen a la Institución y además personas que realizan sus tareas laborales perteneciendo a empresas contratadas para prestar servicios en el Hospital.
El proyecto de instalación de un denominado parque industrial fortalecería esta relación de carácter no solo institucional sino también y fundamentalmente social.
La ciudad cuenta con un fuerte aporte desde la administración pública, teniendo en cuenta los Centros Educativos, Hospital Zonal y otras dependencias pertenecientes al ámbito provincial y municipal.
Merece mencionarse el movimiento comercial nocturno que se produce en la ciudad.

### Instituciones educativas
En la localidad de Oliva se encuentran un total de once instituciones educativas formales, correspondiendo cuatro de ellas al Nivel Inicial y Primario de gestión pública: Centro Educativo General Manuel Belgrano, Centro Educativo Bartolomé Mitre, Centro Educativo Mariano Moreno y Centro Educativo D. F. Sarmiento.
Cuenta con dos instituciones de gestión privada que comprenden Nivel Inicial, Nivel Primario, Nivel Secundario y Nivel Superior no Universitario. Dichas centros educativos son: Instituto Sagrado Corazón y Escuela Catalina Caviglia de Visca.
Posee tres centros educativos de Nivel Secundario únicamente, de gestión pública: I.P.E.M N.º 72 Juventud Unida, I.P.E.T N.º 143 "General José María Paz" e I.P.E.M 289 Ramón Picco (Ex ENCO) y dos centros educativos para jóvenes y adultos C.E.N.P.A (que corresponde a nivel primario) y C.E.N.M.A (que corresponde a nivel secundario).

### Hospital Dr. Emilio Vidal Abal
El Asilo Colonial Regional Mixto de Alienados fue proyectado, planeado y ejecutado por la Comisión Asesora de Asilos y Hospitales Regionales, presidida por el maestro Doctor D. Cabred, con el fin de dar cumplimiento a la Ley de Previsión y Asistencia Social N.º 4953, promulgada el 28 de julio de 1906.
La función principal de dicho proyecto es un vasto plan de construcciones destinadas a la asistencia más variada: tuberculosos, alienados, palúdicos, alcohólicos, deficientes mentales, leprosos y enfermos generales.Para fundar el Asilo, se trajeron especialistas de Europa para constatar cuál era el mejor lugar y el mejor clima para los pacientes alienados.
La fracción de tierra destinada a su ubicación y funcionamiento (600 hectáreas localizadas en el Departamento Tercero Arriba, pedanía de "Los Zorros", localidad de Oliva), fue adquirida por compra a Don Crisólogo Oliva (fundador de la ciudad de Oliva). La respectiva escritura de dominio se firmó en el mes de mayo de 1908, colocándose la piedra fundamental, en conjunto con la Cruz que permanecen frente a la Capilla del Asilo.
Llegado de Buenos Aires (Capilla de Belgrano) de origen español, con la designación de Capellán de la Capilla del Hospital, arribó el Reverendo Padre Máximo Hernando Iglesias que durante muchos años y junto a las Hermanas Carmelitas asistió a los enfermos espiritualmente, como amigo y confidente; los domingos y fiestas religiosas enviaba el mensaje de Dios; ¡tanta devoción! en cada uno de ellos, era admirable ver en sus ojos lágrimas y oír sus cantos de alabanza que servían de ejemplo a todos los feligreses que compartían la santa misa.
No se puede olvidar la fiesta de la Virgen Del Carmen, Patrona de la Colonia; todos los 16 de julio se realizaba el oficio religioso, la procesión a la que asistían los enfermos engalanados con ropa de calle, sombreros, alhajas llamativas, flores y después de ella la fiesta con bailes, golosinas; todo sonrisas, esperando la sirena que llamaba al reposo.
El 4 de julio de 1914, se lo inaugura con la llegada de treinta monjas españolas de la orden de las Carmelitas Descalzas, y treinta pacientes de la Capital Federal que llegaron en tren pertenecientes a los manicomios de Capital Federal (Hospicio de las Mercedes con la Colonia de Open-Door y el Hospital Nacional de Alienados con su Colonia anexa de Lomas de Zamora); y así sucesivamente comenzaron a llegar enfermos de Capital Federal, de la Provincia de Buenos Aires, de territorios del Sur, y posteriormente del resto del país.
En estos tiempos se cambió el nombre y se lo llamó "Asilo Regional Mixto de Alienados".
En el año 1923, se realizaron obras de ampliación en la sección mujeres y posteriormente la habilitación de las manzanas de las Villas de ambas secciones, varones y mujeres.
En efecto, la situación de hacinamiento en los manicomios metropolitanos, se solucionó momentáneamente con la habilitación de este Asilo. De este modo fue como comenzó a desarrollarse un fuerte crecimiento en infraestructura.
El Asilo de Oliva, tal cual fue planeado y ejecutado, no fue producto de la improvisación ni ensayo, se pusieron en práctica nuevos principios y objetivos que eran revolucionarios para la época y que consistían en el Tratamiento en libertad (modo Open-Door), resultado de las investigaciones de Pinel en Francia, por un lado, y el "Non-restrain", adjudicado a Conolli, el cual consistía en la supresión de todo medio de contención mecánica, como el uso de la sujeción, el encierro y la vigilancia.

## Capacidad energética
La estación transformadora propiedad de la Cooperativa de Provisión de Energía Eléctrica cuenta con una capacidad instalada de 5 MW/h, con una utilización real promedio de 3500 MW
Dicha estación se encuentra capacitada para ampliar el flujo eléctrico a 10 MW

## Geografía

### Clima

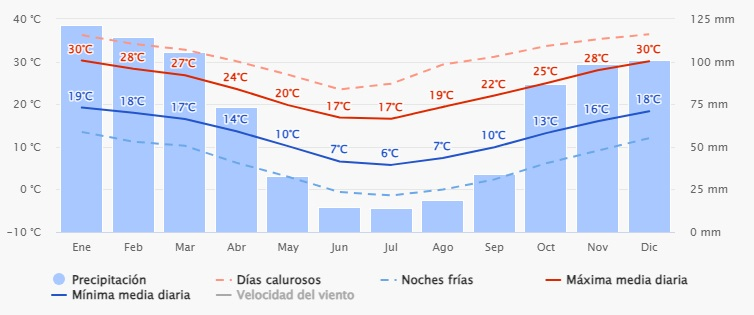
Clima Anual Oliva

Temperatura Media Anual 	16,9 °C
Temperatura Máxima Media Anual 	24,4 °C
Temperatura Mínima Media Anual 	10,7 °C
Humedad relativa Promedio Anual 	67 %
Lluvias Promedio Anual 	711 mm

### Ubicación geográfica
La Ciudad de Oliva se encuentra ubicada a 262 m s. n. m., en el Departamento Tercero Arriba, de la cual Oliva es cabecera. 
Está emplazada sobre un importante eje de comunicación como lo es la Ruta Panamericana Juan Bautista Alberdi Nacional N.º 9, entre los km 608 al 612, que en la provincia une importantes polos de desarrollo como lo son la Ciudad de Córdoba y la Ciudad de Villa María por ejemplo, siendo la misma vía que comunica a la Capital Federal (Ciudad Autónoma de Buenos Aires) con el Norte del País, además de la autopista Córdoba-Rosario (RN°9) que incrementa notablemente la dinámica vehicular y la seguridad. 

### Distancias medidas hacia las principales ciudades de la Argentina
- Buenos Aires (610km)
- Córdoba capital (96km)
- Rosario (311km)
- Villa María (46km)

### Vegetación
Es una región profundamente alterada por el hombre, se ubica dentro de la estepa pampeana, distrito sub chaqueño. En la actualidad es imposible hablar de comunidades vegetales intactas, el desmonte, fuego y arado, han alterado la vegetación nativa; en su lugar existen cultivos agrícolas (soja, sorgo, trigo, maíz).

## Medios de transporte
- Aeródromo Público Oliva se encuentra emplazado en un predio de propiedad de la Fuerza Aérea Argentina destinado a tal fin. Cuenta con una pista habilitada y una infraestructura que permite el andar de aeronaves de medio porte

Transporte terrestre de personas con los siguientes servicios
- Villa María – Oliva: Empresa Córdoba COATA (cada 20 min)
- Córdoba – Oliva: Empresas Córdoba COATA (cada 20 min)
- Buenos Aires – Oliva: Empresas Chevallier, ABLO, otras (cada 1 h)
- Oliva – Río Tercero: Empresa La Victoria (cada 12 hora)

Además se cuenta con un servicio de transporte diferencial con sede en James Craik que realiza el recorrido Oliva-James Craik-Villa María con una frecuencia de aproximadamente 1 h
- Servicio de carga automotor de larga distancia, existen aproximadamente 150 camiones abocados al presente rubro.

- Servicio de transporte por comisionista, se realizan a las ciudades de Buenos Aires, Córdoba y Villa María.

- El Ferrocarril Trenes Argentinos Operaciones, cuenta con tres frecuencias semanales para el transporte de personas en el ramal Villa María - Córdoba, con parada en la Estación Oliva.

- Taxímetros y remises, traslado local y nacional de personas, incluyendo días feriados en sus prestaciones.

## Ocupación: empleo y desempleo
El índice de ocupación en Oliva es del 64 % de la Población Económicamente Activa (relación entre los ocupados plenos y la población económicamente activa).
Se denomina ocupado pleno a toda persona que cumple jornadas completas o que trabajando un número de horas inferior a la jornada normal manifiesta explícitamente su voluntad de no querer trabajar más horas. De los cuales el 89% posee un trabajo mientras que el 11% restante tienen más de un empleo. Es decir que de cada 10 personas ocupadas existe una sobreocupada. El 33,61% de los ocupados plenos trabajan en ámbito público, el mismo comprende al Hospital Dr. Emilio Vidal Abal, el Hospital Zonal, Escuelas, Policía y Municipalidad, que en los últimos años han diversificado su prestación de servicios a la comunidad, en cambio, en el sector privado lo hacen el 66, 39%.
Si consideramos el sector productivo en el que desarrollan sus actividades, observamos que el 10,39% lo hacen en el sector primario, en el que predomina la actividad agropecuaria el 6,38% en el sector industrial y el 83,23% en el de servicios.
El 65% de los ocupados plenos trabajan en relación de dependencia y el 35% en forma autónoma.
El 37% de los trabajadores en relación de dependencia trabajan horas extras.
Según la condición de trabajo, podemos advertir que el 71,53% de los empleos son efectivos, los contratados tienen una participación menor al igual que los jornalizados. Es muy importante la magnitud otros, ya que en la misma se agrupa a los que trabajan en forma autónoma, entre otros (13,66%).
En cuanto a la ubicación de las fuentes de trabajo, el 12% de los puestos de trabajo provienen de otras localidades, en tanto que el 88% trabaja en la ciudad.
La población sub ocupada (12%) comprende aquellas personas que trabajan menos de 35 horas semanales y que desean trabajar más horas. También se los conoce como ocupados marginales. El 26% de los mismos trabajan por cuenta propia. Aproximadamente el 30% de los sub ocupados bajo relación de dependencia, trabajan horas extras.

## Museo Nacional de Malvinas

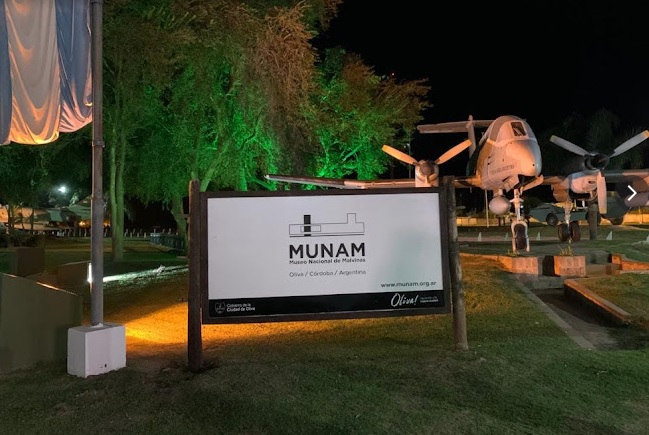
Museo Nacional de Malvinas

Se ubica en calle Roque Sáenz Peña 202, Ocupa un espacio de 7 hectáreas como Plaza Histórica, la coronan Monumentos conmemorativos, Aviones y Vehículos de Combate utilizados en la guerra de las Malvinas, sucedida en 1982, Además cuenta una réplica a escala real de la Proa del ARA General Belgrano en donde se preservan como Sala/Museo los efectos personales, restos de aeronaves, fotografías, documentos cedidos por veteranos y familiares de caídos. Tiene por objetivo PRESERVAR, RECONOCER Y RECORDAR de manera permanente a los Héroes de Malvinas, su Patrimonio Histórico está protegido por Ley Provincial 10784 del año 2022.

## Parroquias católicas
| Diócesis  | Villa María              |
| --------- | ------------------------ |
| Parroquia | Sagrado Corazón de Jesús |

Capilla Medalla Milagrosa

## Ciudades hermanas
- San Pietro Val Lemina, Italia[5]